# Plavání na otevřené vodě na mistrovství světa v plaveckých sportech 1994
Závody v plavání na otevřené vodě na mistrovství světa v plaveckých sportech za rok 1994 proběhly v Římě, Itálie 10. září 1994.

## Česká stopa
V závodě na 25 km žen startovalo 32 závodnic – Yvetta Hlaváčová (*1975) z KPSP Kometa Brno obsadila 17. místo a Lenka Pacáková (*1966) z TJ Spartak Přerov závod vzdala. V závodě na 25 km mužů startovalo 34 závodníků – Michael Drozd (*1968) z USK Praha obsadil 12. místo a Richard Kamas (*1968) z PK Slávie VŠ Plzeň obsadil 27. místo. V závodě tříčlenných družstev obsadila česká trojice (Hlaváčová, Drozd, Kamas) po doplavání 25 km závodu 9. místo. Klasifikováno bylo 13 družstev.

## Výsledky

### Individuální disciplíny
| Muži  | Zlato                       | Zlato     | Stříbro              | Stříbro   | Bronz                            | Bronz     |
| ----- | --------------------------- | --------- | -------------------- | --------- | -------------------------------- | --------- |
| 25 km | Gregory Streppel (CAN)      | 5:35:26,6 | David Bates (AUS)    | 5:36:31,7 | Alexej Akaťjev (RUS)             | 5:37:26,5 |
| Ženy  | Zlato                       | Zlato     | Stříbro              | Stříbro   | Bronz                            | Bronz     |
| 25 km | Melissa Cunninghamová (AUS) | 5:48:25,1 | Rita Kovácsová (HUN) | 5:50:13,8 | Shelley Taylorová-Smithová (AUS) | 5:53:12,9 |

### Tým
| Mix                    | Zlato                                                               | Zlato      | Stříbro                                                             | Stříbro    | Bronz                                                       | Bronz      |
| ---------------------- | ------------------------------------------------------------------- | ---------- | ------------------------------------------------------------------- | ---------- | ----------------------------------------------------------- | ---------- |
| 25 km smíšené družstvo | Austrálie (AUS) (Melissa Cunninghamová, David Bates, David O'Brien) | 17:17:35,5 | Německo (GER) (Peggy Büchseová, Christof Wandratsch, Andreas Balwe) | 17:37:19,5 | Maďarsko (HUN) (Rita Kovácsová, Zoltán Kade, Attila Molnár) | 17:37:34,7 |

## Medailová bilance
V plavání na otevřené vodě se rozdělily celkem 3 sady medailí.
| Pořadí | Stát            |       | Muži    | Muži  | Muži  |         | Ženy  | Ženy  | Ženy    |       | Mix   | Mix     | Mix   |  | Muži + Ženy + Mix | Muži + Ženy + Mix | Muži + Ženy + Mix | Celkem |
| Pořadí | Stát            | Zlato | Stříbro | Bronz | Zlato | Stříbro | Bronz | Zlato | Stříbro | Bronz | Zlato | Stříbro | Bronz |  |                   |                   |                   | Celkem |
| ------ | --------------- | ----- | ------- | ----- | ----- | ------- | ----- | ----- | ------- | ----- | ----- | ------- | ----- |  | ----------------- | ----------------- | ----------------- | ------ |
| 1.     | Austrálie (AUS) |       | 0       | 1     | 0     |         | 1     | 0     | 1       |       | 1     | 0       | 0     |  | 2                 | 1                 | 1                 | 4      |
| 2.     | Kanada (CAN)    |       | 1       | 0     | 0     |         | 0     | 0     | 0       |       | 0     | 0       | 0     |  | 1                 | 0                 | 0                 | 1      |
| 3.     | Maďarsko (HUN)  |       | 0       | 0     | 0     |         | 0     | 1     | 0       |       | 0     | 0       | 1     |  | 0                 | 1                 | 1                 | 2      |
| 4.     | Německo (GER)   |       | 0       | 0     | 0     |         | 0     | 0     | 0       |       | 0     | 1       | 0     |  | 0                 | 1                 | 0                 | 1      |
| 5.     | Rusko (RUS)     |       | 0       | 0     | 1     |         | 0     | 0     | 0       |       | 0     | 0       | 0     |  | 0                 | 0                 | 1                 | 1      |
| Celkem | Celkem          |       | 1       | 1     | 1     |         | 1     | 1     | 1       |       | 1     | 1       | 1     |  | 3                 | 3                 | 3                 | 9      |